# 두 여자의 방
《두 여자의 방》은 2013년 8월 5일부터 2014년 1월 17일까지 방영되었던 SBS 아침연속극이었다.

## 기획 의도
친구라 믿었던 여자의 비뚤어진 욕망으로 인해 모든 것을 잃은 여자가 자신의 방과 남자, 가족을 되찾기 위해 벌이는 처절한 복수극

## 등장인물

### 주요 인물
- 박은혜(민경채)
- 왕빛나(은희수)
- 강지섭(한지섭)
- 강경준(진수혁)

### 경채네 가족
- 한진희(민동철) (젊은 시절 : 박우천)
- 이휘향(여옥선)
- 김다예(민은채)

### 희수네 가족
- 김청(공복자)
- 송경철(은기만) (특별 출연)

### 지섭이네 가족
- 임하룡(한병국)
- 서갑숙(기찬숙)
- 이용주(한필섭)

### 수혁이네 가족
- 사미자(나해금)
- 손세빈(진수희)

### 그 외 인물
- 윤서현 : 문재식 역
- 이윤미 : 모니카 역 (특별 출연)

## 결방 사유 및 연장
- 2013년 11월 13일 : 제11차 미래한국리포트 방송으로 인해 결방.
- 당초 110부작으로 기획되었으나 9회 연장하여 119부작으로 종영하였다.[1]

## 수상
- 2013년 SBS 연기대상 장편드라마 부문 여자 우수연기상 : 왕빛나